# بیرک سفلی
بیرک سفلی یک روستای مسکونی واقع در ایران خراسان شمالی شهرستان فاروج در دهستان سنگر واقع شده است. براساس سرشماری مرکز آمار ایران در سال ۱۴۰۰، ۳۵۰ نفر جمعیت دارد.
نفر جمعیت
دارد.
گویش مردم این روستا به کوردی کرمانجی است که اغلب در شهرهای شمال خراسان رایج است
این روستا از شمال به کوه بزرگ قالپانتیغ که پشت آن روستاهایی مثل جنجال آباد و گوگدره و قره چشمه است و از سمت جنوب زمین‌هایی که مردم محلی بدان تخت گویند می‌رسد و از غرب به روستای باشمحله و از شرق هم به روستای قوشخانه وصل می‌شود.
آب و هوای روستا خنک می‌باشد، زمستانها خیلی سرد است و تابستان نسبتاً خنک و زیادی که فکرش را بکنید گرم نمی‌شود در تابستان.
محصولات کشاورزی اعم از گندم و جو و نخود و یونجه وجود دارد، از محصولات باغی روستا رو هم بخواهیم بگیم هم میشه به گردو و بادام و زردآلو و سیب و سنجد و گیلاس و آلبالو و هلو اشاره کرد.